# Interkontinentalni kup u hokeju na travi 1993.
Interkontinentalni kup u hokeju na travi 1993. je bio peti Interkontinentalni kup u športu hokeju na travi.
Bio je izlučnim turnirom za iduće svjetsko prvenstvo 1994.
Održao se od 19. do 28. kolovoza 1993. u australskom gradu Sydneyu.
Krovna organizacija za ovo natjecanje je bila Međunarodna federacija za hokej na travi.

## Sudionici
- skupina "A": Irska, Južna Koreja, Kanada, Kuba, Malezija, Španjolska

- skupina "B": Argentina, Belgija, Francuska, Indija, JAR, Poljska

## Konačni poredak
| Mj. | Država       |
| --- | ------------ |
| 1.  | Južna Koreja |
| 2.  | Španjolska   |
| 3.  | Indija       |
| 4.  | Argentina    |
| 5.  | JAR          |
| 6.  | Belgija      |
| 7.  | Kanada       |
| 8.  | Malezija     |
| 9.  | Irska        |
| 10. | Kuba         |
| 11. | Francuska    |
| 12. | Poljska      |

Pravo sudjelovati na Svjetskom kupu 1994. su izborile Južna Koreja, Španjolska, Indija, Argentina, JAR i Belgija.
| Interkontinentalni prvaci 1993. |
| ------------------------------- |
| Južna Koreja Prvi naslov        |

## Vanjske poveznice
- International Hockey Federation